# Glyptomorpha bifasciata
Glyptomorpha bifasciata är en stekelart som beskrevs av Szepligeti 1914. Glyptomorpha bifasciata ingår i släktet Glyptomorpha och familjen bracksteklar. Inga underarter finns listade i Catalogue of Life.